# Ermita de Sant Sebastià (Terrades)
L'Ermita de Sant Sebastià és una església del municipi de Terrades (Alt Empordà) inclosa en l'Inventari del Patrimoni Arquitectònic de Catalunya.

## Descripció
Situada aproximadament a un quilòmetre de distància al nord-est del nucli urbà de la població de Terrades, al marge dret de la carretera GI-504 en direcció a la població de Llers.

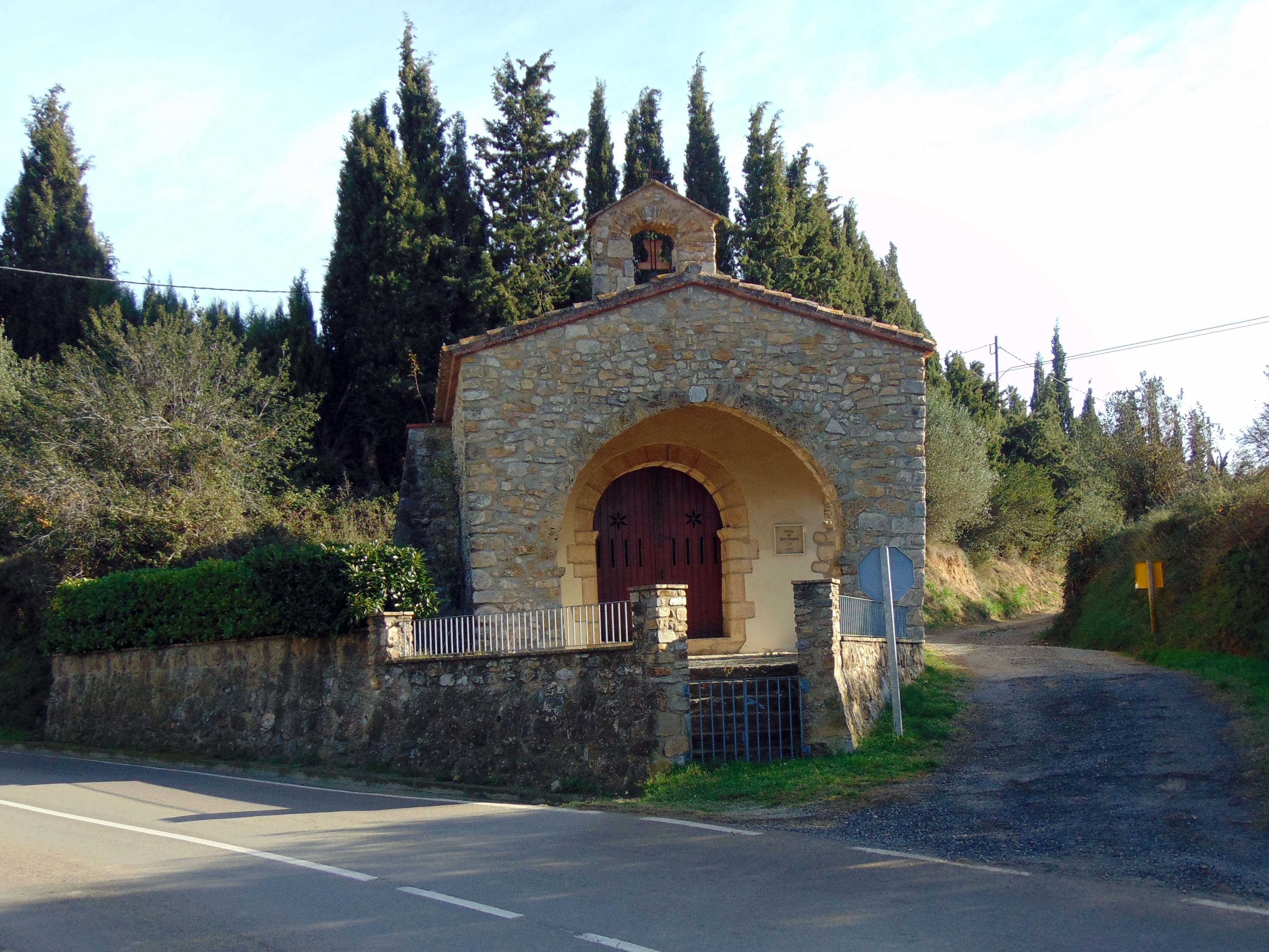

Petit temple rehabilitat d'una sola nau de planta rectangular, amb absis semicircular capçat a llevant. Tant la nau com l'absis estan coberts amb voltes de canó emblanquinades, tot i que la de l'absis és més baixa que la de la nau. Aquest absis està obert a la nau mitjançant un arc triomfal d'arc de mig punt adovellat. La porta d'accés a l'interior també és d'arc de mig punt adovellat, amb les impostes bisellades i els brancals fets de carreus, i està protegida per un pòrtic davanter. Aquesta estructura està coberta, exteriorment, per una teulada de dues vessants i, interiorment, per un embigat de fusta. El pòrtic està obert mitjançant dues obertures d'arc de mig punt adovellat, lleugerament apuntat. Coronant el temple hi ha un petit campanar d'espadanya d'un sol arc, centrat sobre el carener i en línia amb la façana principal. L'edifici presenta grans contraforts adossats, dos als murs laterals i un a l'absis.
La construcció és bastida en pedra de mida mitjana desbastada i sense treballar, lligada amb morter i amb pedres grans escairades a les cantonades.

## Història
L'ermita de Sant Sebastià és una construcció de caràcter popular, consagrada a principis del segle xvii. Aquesta capella, com la majoria de les dedicades a Sant Sebastià, foren aixecades per implorar ajut al sant, advocat contra les epidèmies. L'edifici es va restaurar en els anys 80, i darrerament el Departament de Cultura de la Generalitat de Catalunya, la Diputació de Girona i l'Ajuntament de Terrades conjuntament amb el Bisbat de Girona van endegar l'any 1991 una intervenció per pavimentar tota la capella.